# إدوارد هاموند
يعد إدوارد هاموند (Edward Hammond) (المولود في عام 1968م) أحد الباحثين الأمريكيين في مجال السياسة حيث عمل، بداية من عام 1999م حتى عام 2007م، مديرًا لمكتب الولايات المتحدة في مشروع صان شاين، وأدار برنامجه البحثي حول الدفاع الحيوي والأسلحة غير المميتة وموضوعات أخرى.
تعتمد أبحاث هاموند بشكل كبير على السجلات الحكومية التي يتم الحصول عليها بموجب قانون حرية المعلومات وقوانين الحوكمة المفتوحة الأخرى. كشفت مطالب هاموند أبحاث وزارة الدفاع الأمريكية حول «الأسلحة غير المميتة» التي كان مثار نزاع من الناحية القانونية بموجب قوانين الأسلحة الحيوية والكيميائية والعيوب الرئيسة في لجان الأمان الحيوي المؤسساتية وانحدار السلامة الحيوية والأمن في جامعة تكساس إيه آند إم، والاقتراح المشهور الذي تقدمت به القوات الجوية الأمريكية لتطوير «القنبلة المثلية». وتم نشر بحث هاموند من خلال مشروع صان شاين، في مجلات علمية، وعبر وسائل الإعلام الإخبارية.
بدأ إدوارد هاموند عمله على السياسة المتعلقة بالتكنولوجيا الحيوية في أوائل عقد التسعينيات من القرن العشرين حيث كان مسؤولاً عن البرنامج لدى المؤسسة الدولية للتقدم الريفي، المعروفة اختصارًا باسم RAFI، بداية من عام 1995م حتى عام 1999م. علاوة على ذلك، يعد هاموند عضوًا في مجموعة الدراسة المشكلة في بوغواش حول اتفاقيات الأسلحة الكيميائية والحيوية ومؤسسة حرية المعلومات في تكساس.

## الأنشطة الحالية
بعد تعليق مشروع صان شاين في أوائل عام 2008م، قسم هاموند وقته بين تكساس وبوغوتا في كولومبيا. تمركز عمله الأخير على موضوعات من بينها تدمير مخزون فيروسات الجدري والاستعداد للإنفلونزا الوبائية، لا سيما من خلال إصلاح شبكة مراقبة الإنفلونزا العالمية التابعة لمنظمة الصحة العالمية.
كما يقدم الدعم من خلال موقعي ويب متاحين للجمهور، تم تخصيص أحدهما لموضوعات السياسة المتعلقة بالإنفلونزا (الذي يُطلق عليه «إميونو كومبتينت» أو المؤهل مناعيًا)، أما الآخر فخُصص للبحث في مجال الدفاع الحيوي في تكساس. أما موقع الويب الآخر، المسمى The Biodefense Barbeque (شواء الدفاع الحيوي)، فهو يبرز نوعًا من الدعابة بالنسبة لمختبرات الدفاع الحيوي من خلال الادعاء بأنه موقع الويب الخاص “بحلف الدفاع الحيوي في تكساس”، وهو ائتلاف خيالي يضم الأشخاص عديمي الرأي والتوجه ممن حققوا نجاحًا غير متوقع من خلال تكريس أنفسهم للمنح الحكومية الخاصة بالبحث في مجال الدفاع الحيوي.